# Daniel Barral
Daniel Barral, nacido en Vigo en 1997, es un escritor gallego. Ha cursado estudios superiores de Filosofía en la Universidad de Barcelona y en la Universidad Autónoma de Madrid.

## Trayectoria
En 2014 ganó el certamen Xuventude Crea en la modalidad de relato breve con el texto Stalingrado. En 2018 ganó el premio de poesía de la Asociación Cultural O Facho con Dialética. En 2019 ganó el Certamen Manuel Murguía de narracións breves con el relato A casa das Castrouteiro.
Ha traducido al catalán el libro de poesía infantil Soleando, de An Alfaya e Imma de Batlle (Solejant, Llibres del Segle, 2021).

## Obras

### Poesía
- Dialética, 2018. (Medulia) ISBN 978-84-948102-4-4

### Traducción
- Solejant, de An Alfaya e Imma de Batlle (Llibres del Segle, 2021). Al catalán.

## Premios
- Premio Xuventud Crea 2014, especialidad de relato breve.
- Premio de poesía de la Asociación Cultural O Facho 2018.

- Certamen Manuel Murguía de narraciónss breves en el 2019, por A casa das Castrouteiro.
- VII Certame Literario Mazarelos de la Universidad de Santiago de Compostela en 2021.[5]